# クドゥナバリ難民キャンプ
クドゥナバリ難民キャンプ（Khudunabari refugee camp, ネパール語: खुदुनाबारी शरणार्थी शिविर; Khudunābārī śaraṇārthī śivira）は、
ネパールコシ県モラン郡サニシャレ北西に位置する難民キャンプ。